# 奔奔石
奔奔石（Benben），或譯本本石，是一塊原塊大石，相傳它是從太初水域升起的原始丘。在古埃及宗教赫里奧波里斯的創世神話中，原始丘是由雌雄同體混沌水神努恩的巨卵而生成的，然後誕生了亞圖姆，又衍生為九柱神團共同成為宇宙萬物創造神。
奔奔石亦作為埃及金字塔的頂端石（又稱為頂角錐）。奔奔石也和方尖碑有關聯。此外，相傳英國的王座底下也放了一塊奔奔石的長方體碎片。
游戏王主角武藤游戏戴的千年积木改编自奔奔石。

## 原始丘
| O40 | \| \| | O41 |
|     |       |     |

|  |

| O40 | \| \| | O41 |
|     |       |     |

|  |

在金字塔銘文中，如語詞587和600，亞圖姆（Atum）本人就是有時被稱為“丘”（"mound"）。那時已經變成了一個小金字塔，在赫里奧波里斯創世神話中是亞圖姆神的住所。其他城市發展出各自的原始丘（the primeval mound）神話。在孟菲斯神學中，一切的創造都被看成是同一位神祇的功勞，也就是卜塔神的獨立創世，卜塔就成為擬人化的原始丘。

## 奔奔石
| O24 |

| O24 |

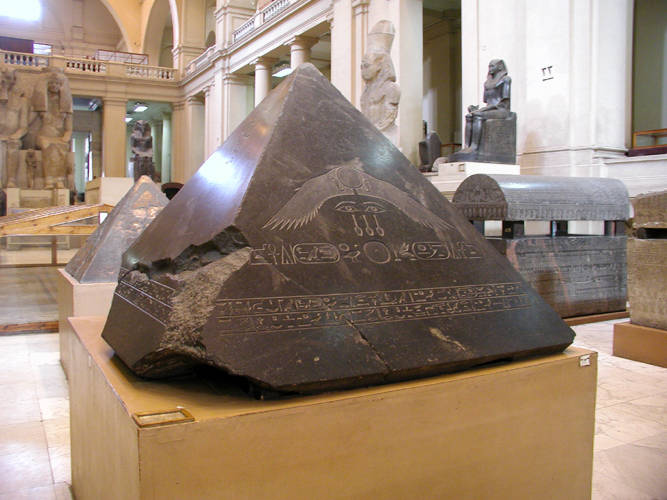
埃及第十二王朝的阿蒙涅姆赫特三世法老金字塔頂的奔奔石，存於開羅的埃及博物館。

奔奔石，就是原始丘的別名，在古埃及赫里奧波里斯太陽神廟的神聖石頭。這是接收太陽第一縷曙光的位置。被公認為以後方尖碑和大金字塔的封頂蓋石是以它為原型設計的。封頂蓋石或金字塔尖也被稱為頂角錐。在古埃及，這部份可能是鍍金的，在陽光下會閃閃發光。
頂角錐（pyramidion）也被稱為“奔奔石”。許多這樣的奔奔結石，常刻有圖像和銘文，在世界各地的博物館都可見到。

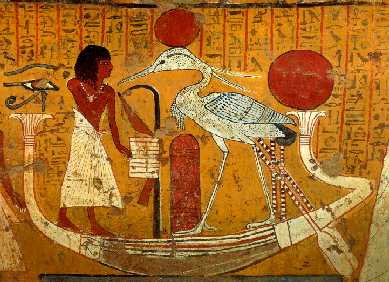
埃及紙莎草紙上的貝努鳥，是埃及神話傳說的不死鳥

貝努鳥，在赫里奧波里斯神話中被尊崇為能浴火重生的火鳳凰，原始丘是其住所。根據巴里·肯普認為奔奔、鳳凰和太陽之間的連接是很可能基於在金字塔銘文語詞600，§1652中對亞圖姆歌頌表達的：太陽上升，對生活在原始丘的永生的貝努鳥發出光芒。

### 歷史發展

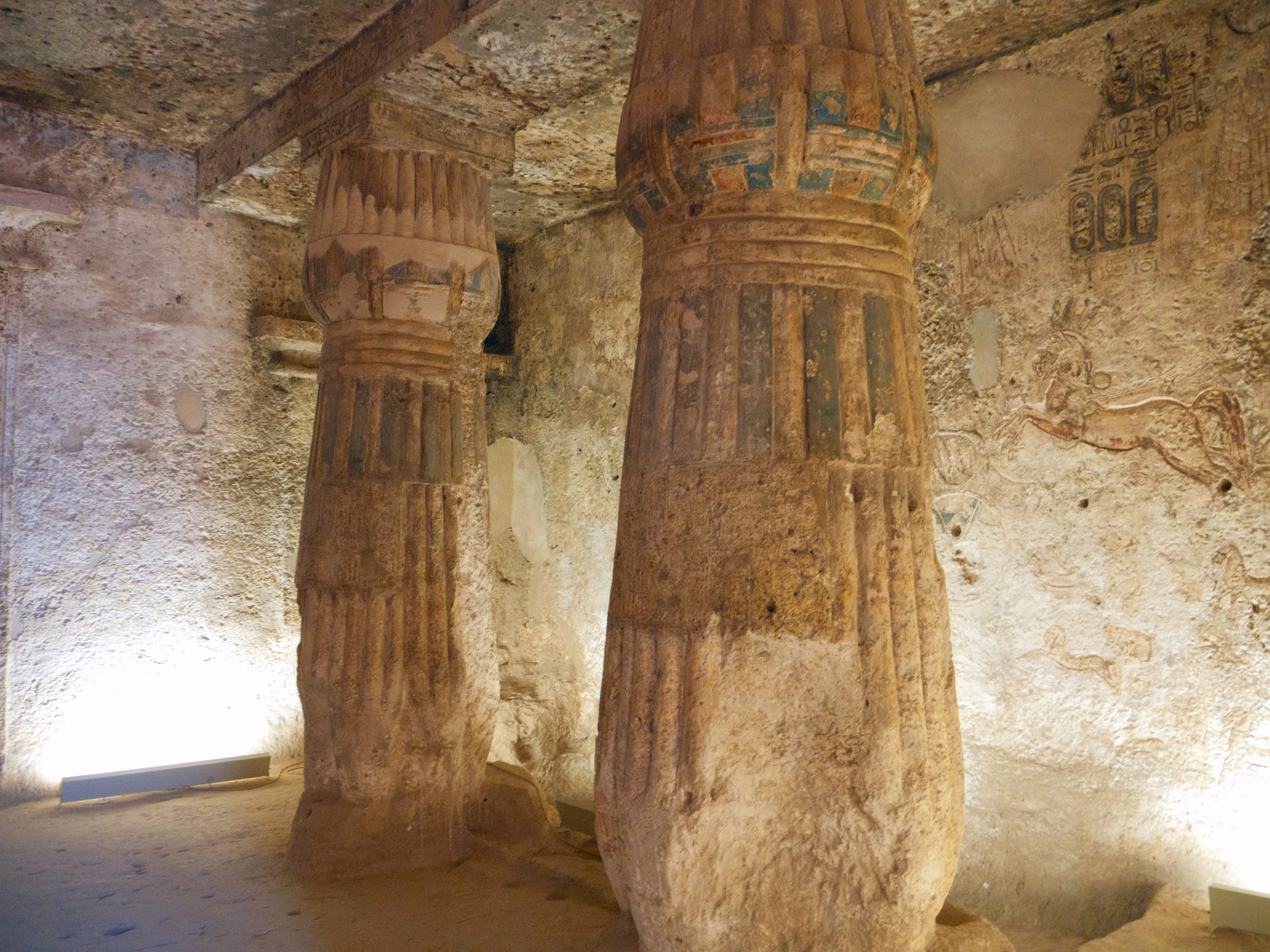
非尼哈貴族EA6阿馬爾那（Amarna）古墓

從最早的時候，奔奔的象形書寫程式有下列的形式：
|  |

|  |

|  |

|  |

|  |

|  |

|  |

|  |

這大概就是原始奔奔以優美的豎立作為誠心祈求，和尊崇的目標。
在埃及第五王朝，奔奔的描畫正式被固為坐立的方尖碑。後來，在中王國時期，成為一個長而細的方尖碑。
在阿馬爾那時期的非尼哈貴族古墓，奔奔成為一個大而圓的平頂石柱立在高起的平臺上。